# Partido Social Liberal
De Partido Social Liberal, afgekort PSL (Nederlands: Sociaal-Liberale Partij), was een politieke partij in Brazilië. De partij is gefuseerd in 2022 met de partij Democratas en gaan samen verder als de partij UNIÃO.

## Geschiedenis
De partij werd opgericht op 30 oktober 1994 en definitief geregistreerd op 2 juni 1998 en was sindsdien actief bij de verkiezingen. Ideologisch gezien stond de partij in lijn met het sociaalliberalisme.
De PSL pleitte voor minder invloed van de staat op de economie, en de gezondheidszorg, het onderwijs en veiligheid zijn belangrijke thema's. Een van hun standpunten was het opzetten van één federale belasting die andere belastingen binnen de Braziliaanse Unie opheft. Luciano Caldas Bivar was eerder partijleider van de PSL.
Sinds het aantreden van Jair Bolsonaro als partijlid/-leider in 2018 was de PSL een conservatieve koers gaan varen. Bolsonaro was tevens de presidentskandidaat van de partij voor de verkiezingen van 2018, die door hem zijn gewonnen.